# Kalendář z Coligny
Kalendář z Coligny (francouzsky Le calendrier de Coligny) je keltský kalendář z 2. století nalezený roku 1897 v Coligny na východě Francie v departmentu Ain poblíž hranic se Švýcarskem. Jedná se o lunisolární kalendář s pětiletým cyklem 62 měsíců. Jedná se o hlavní zdroj pro rekonstrukce starověkého keltského kalendáře. Kalendář je psaný keltským jazykem galštinou v písmu latince. Kalendář se dnes nachází v muzeu Lugdunum v Lyonu. Kalendář je mimořádně zachovaný, dodnes se zachovaly názvy všech měsíců a lze z něj přesně určit galský kalendářní systém.

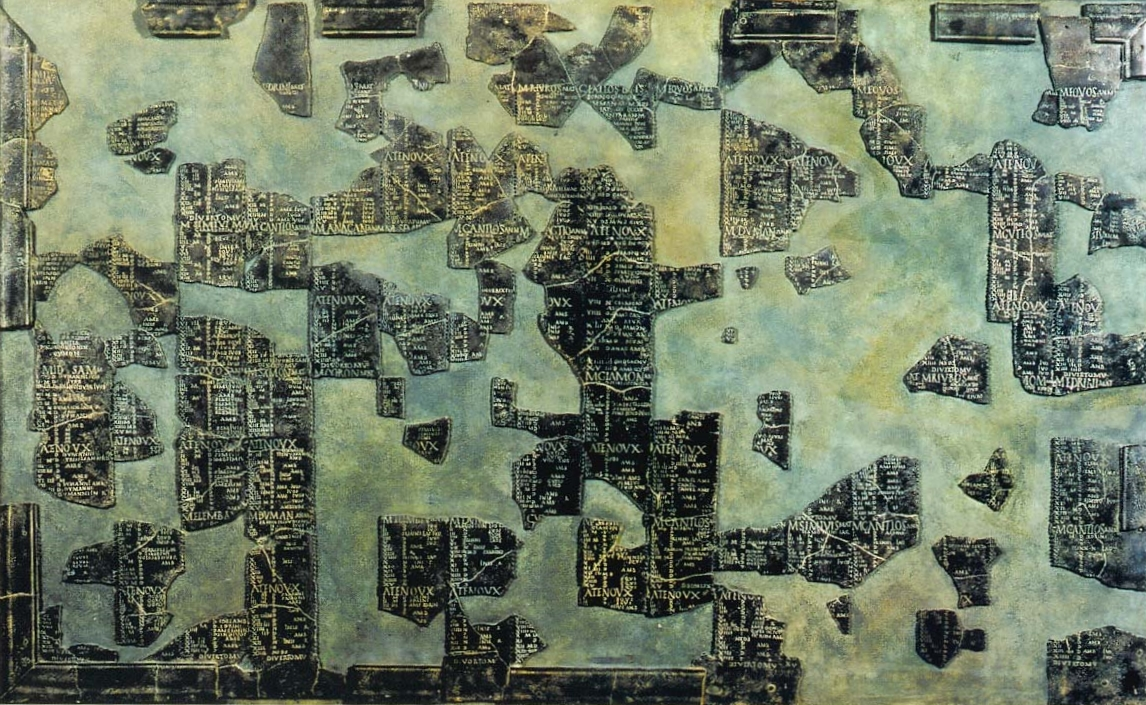
Kalendář z Coligny.

Kalendář byl vyryt do bronzové desky, ze které se dodnes zachovalo 73 fragmentů. Deska byla původně široká 148 cm a vysoká 90 cm. Podle analýzy stylu písma a doprovodných předmětů pochází z 2. století.

## Systém kalendáře

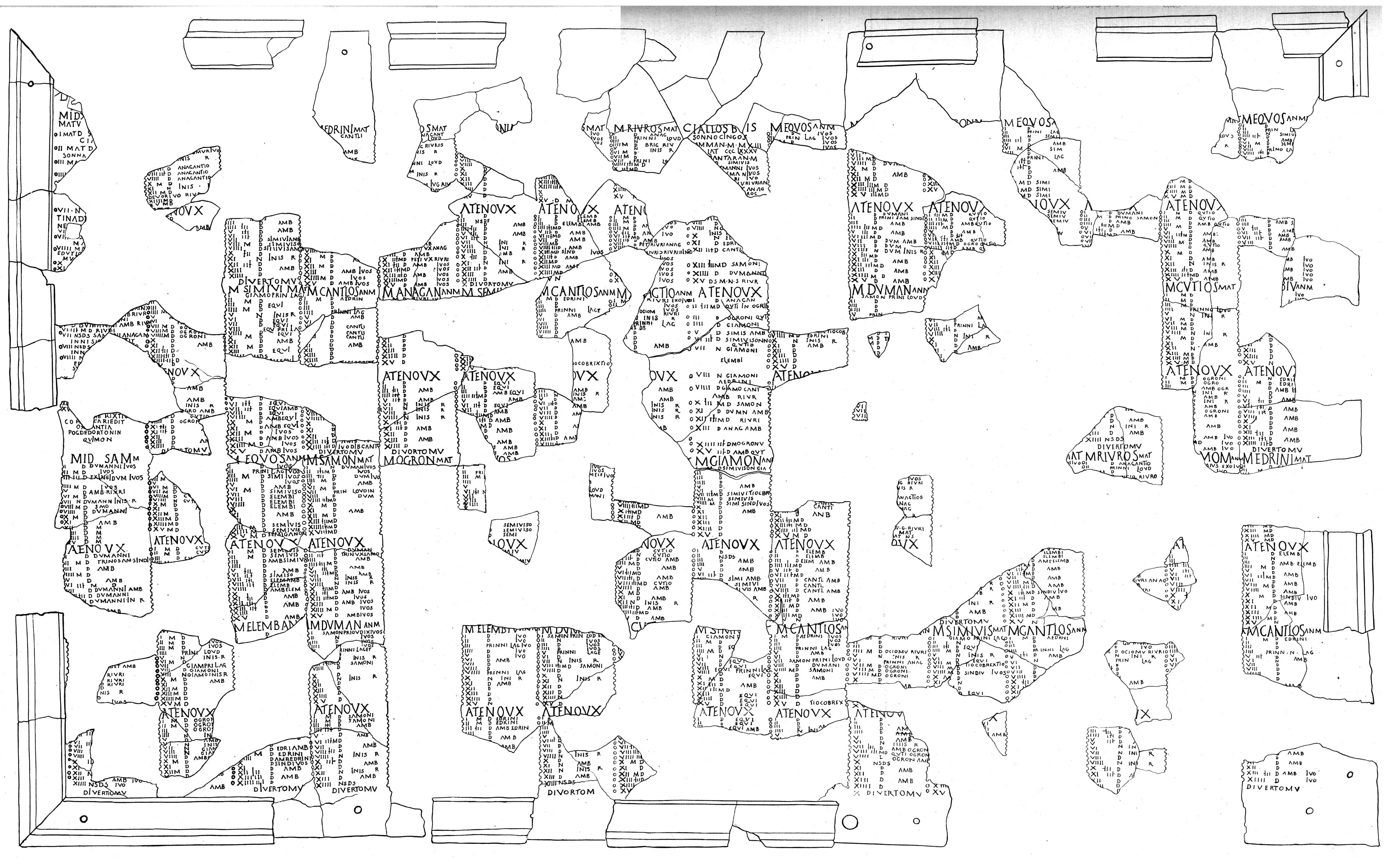
Překreslení kalendáře od Seymour de Ricci z roku 1926.

Kalendáři má 12 měsíců a 354 dní, ovšem první a poslední rok pětiletého cyklu měl 13 měsíců. Měsíc se skládá z šesti týdnů a 29 či 30 dní. Týden se skládá z pěti dní. Roky tvořily pětileté cykly skládající se z 60 klasických měsíců a dvou přestupných měsíců. Každých 30 let byl přestupný měsíc vynechán. Podle římského historika Plinia staršího začínal každý keltský kalendář šestým dnem lunárního cyklu. Keltové rozdělovali rok na 2 poloviny: letní polovinu (od května do října) a zimní polovinu (od listopadu do dubna).

## Seznam měsíců
Každý rok měl 12 měsíců, které se nazývaly: Samonios, Dumannios, Rivros, Anagantios, Ogronios, Cutios, Giamonios, Simivisonnios, Equos, Elembivios, Edrinios, a Cantlos. Přestupný měsíc Quimonios se nacházel prvním roce pětiletého cyklu a přestupný měsíc Sonnocingos se nacházel v posledním roce kalendářního cyklu.
| Value | Měsíce        | Dny      | Etymologie | Výklad                            |
| ----- | ------------- | -------- | --- | --------------------------------- |
| I-1   | Quimonios     | 30       | Neznámá | Přestupný v prvním roce cyklu.    |
| 1     | Samonios      | 30       | Samo znamená v galštině léto. Letní polovina roku začínala v květnu.                                                             | Květen, 17. probíhaly slavnosti.  |
| 2     | Dumannios     | 29       | Podoba s latinským fūmus (kouř, dým). Podle Delamarreho Dumannios znamená měsíc fumigace, čímž se myslí náboženský oheň.         | Červen                            |
| 3     | Rivros        | 30       | Podoba s prakeltským remros, staroirským remor (tlustý) a velšským rhef (tlustý). Podle Delamarreho Rivros znamená tlustý měsíc. | Červenec                          |
| 4     | Anagantio     | 29       | Dle Delamarreho název znamená něco ve smyslu nechodit, což se skládá z negující předpony an a agant (jít).                       | Srpen                             |
| 5     | Ogronnios     | 30       | Měsíc studené vody, viz. velšské oer (studený).                                                                                  | Září                              |
| 6     | Cutios        | 30       | Měsíc vzývání, viz Gutuater (galský kněz, který vzývá bohy).                                                                     | Říjen                             |
| I-2   | Sonnocingos   | 30       | Měsíc Slunce. | Přestupný v posledním roce cyklu. |
| 7     | Giamonios     | 29       | Název je odvozen z galského slova giamos (zima). Zimní část roku začínala první ten tohoto měsíce.                               | Listopad                          |
| 8     | Simivisonnios | 30       | Simi znamená polovina, tudíž název může odkazovat na polovinu dráhy Slunce.                                                      | Prosinec                          |
| 9     | Equos         | 29 or 30 | Epos (galsky kůň), odvozené z řeckého Hippios.                                                                                   | Leden                             |
| 10    | Elembivios    | 29       | Elantia (galsky jelen), viz. elain (velšsky jelen)                                                                               | Únor                              |
| 11    | Edrinios      | 30       | Aidos (keltský kořen pro oheň), viz. aidd (velšsky oheň), oaz (bretonsky nepřátelství).                                          | Březen                            |
| 12    | Cantlos       | 29       | Měsíc zpěvu, viz. píseň: cétal (staroirština), cathl (velština) keñtel (bretoština), též. cantare (zpívat, latina).              | Duben                             |